# أسكاجاموك الثاني
أسكجاموك الثاني (توفي في القرن الثامن) كان حاكمًا للدولة الأفريغية في خوارزم من عام 712 إلى تاريخ غير معروف. كان قريبًا وخليفة إلى خسرو الخوارزمي.
كان ابن الملك أزكاجوار الثاني، الذي ربما يكون هو نفسه الحاكم الإفريغي جيجان أو تشيجان، الذي أصبح تابعًا للعباسيين في عام 712. وفي العام نفسه اندلعت ثورة مناهضة للعباسيين في خوارزم، مما أدى إلى مقتل أزكجوار الثاني. وبعد فترة وجيزة، وُضع أمير إفريغي آخر يدعى خسرو على العرش. إلا أن العباسيين غزوا خوارزم بعد ذلك وأطاحوا بها وجعلوا أسكجاموك الثاني حاكمًا جديدًا للمملكة. وخلفه في وقت لاحق ابنه سواشفان.